# 偷燒鴨
《偷燒鴨》是一部香港極具爭議的電影，無可爭議的是《偷燒鴨》肯定是本土最早製作的電影之一。但實際拍攝及放映日期則是眾說紛紜，其中一說是1909年，來自於1927年史學家程樹仁的《中華影業年鑒》，香港官方包括香港電台、香港電影發展局等均偏向這種說法，故2009年香港官方大肆慶祝香港電影百周年。而另一說法則來自近代的電影史研究學者，當中包括香港電影之父黎民偉的後代黎鍚，他們認為《偷燒鴨》與《莊子試妻》及《皇者的體育》等同為1914年後的作品，所以2014年才是香港電影百周年。縱然電影史研究學者的學說有較多史料支持，但至今仍未有任何官方權威肯定其說法，故哪一套電影才是香港的第一套電影仍然是懸案。
儘管香港電影發展局等於香港電影百周年的各項活動中履次提及本片，但均沒有安排重映，至今亦未有任何劇中片段流出，因此本片極有可能已經失傳。